# Отаџбина (филм)
Отаџбина је српски филм из 2015. године у режији Олега Новковића и по сценарију Милене Марковић.
Филм је своју светску премијеру имао у Пољској 12. октобра 2015. године на Филмском фестивалу у Варшави, док је у Србији премијерно приказан на ФЕСТ-у 3. марта 2016. године.

## Радња
Након што је несрећним случајем изгубила дете за време рата на Косову и муж је оставио Маца (35) животари у Београду и ради као кафанска певачица у банкет сали коју држи крштени кум њеног преминулог детета Боле (40), који се снашао и постао велики газда.
Њен бивши муж Јован, некад ратник, који живи као искушеник у манастиру, осетивши да му је остављен неки задатак да обави међу људима, напушта манастир.
Свуда око себе Маца види да се свет мења и плаши се краја. Пуна је мржње према људима којима боље иде, а нарочито мрзи људе који имају децу, а по њеном мишљењу нису то заслужили. Пошто се плаши Божје казне покушава да се искупи тако што помаже и саветује Јовановог братанца Ђорђа (20), младог мангупа и лењивца, који јој се гади. Ђорђе је збуњен због њеног понашања и жели је. Маца стално иде по манастирима, моли се и пости строг пост. Она ништа и никог не воли.
Јован се враћа у живот и угледа живог Бога у слабоумној девојци Милици и почиње да се мења. Одједном види ствари онакве какве јесу. Отима Милицу и одлази са њом у нови живот и да обнови земљу из које су потекли.
Маца се више не плаши и наставља да живи у миру и да чека оно на шта сви људи чекају.

## Улоге
| Вук Костић        | Јован          |
| Небојша Глоговац  | Боле           |
| Марко Јанкетић    | Павле          |
| Александар Ђурица | Монах Андреј   |
| Нада Шаргин       | Маца           |
| Зинаида Дедакин   | Јованова мајка |
| Милица Михајловић |                |
| Марта Бјелица     | Милица         |
| Бојан Жировић     | Раде           |
| Дубравка Ковјанић | Сузана         |
| Анита Манчић      | Цана           |
| Страхиња Блажић   | Шанкер         |
| Анђелика Симић    | Радица         |
| Радоје Чупић      | Јованов отац   |
| Никола Шурбановић | Ђорђе          |
| Марко Грабеж      | Момак          |
| Ђорђе Бранковић   | Директор школе |
| Милица Трифуновић | Мина           |